# Wave-Gotik-Treffen
Das Wave-Gotik-Treffen (kurz: WGT) ist ein Musik- und Kulturfestival, das mit Unterbrechung in den Jahren 2020 und 2021 seit 1992 jährlich am Pfingstwochenende auf dem agra-Gelände sowie an weiteren Orten in Leipzig stattfindet. Es wird von der Chemnitzer Firma Treffen & Festspielgesellschaft für Mitteldeutschland mbH organisiert. Mit rund 20.000 Besuchern ist es neben dem in Hildesheim stattfindenden M’era Luna Festival eine der größten Veranstaltungen der alternativen und schwarzen Szene.

## Name
Bis in die Mitte der 1990er Jahre hieß das Wave-Gotik-Treffen noch Wave-Gothic-Treffen. Der Name leitete sich von den Bezeichnungen Wave und Gothic ab, da das Treffen eine Veranstaltung der ursprünglichen Wave- und Gothic-Kultur in Deutschland war und sich auf die damit verbundenen Musikrichtungen beschränkte. Beim fünften Treffen im Jahre 1996 trat die Veranstaltung erstmals unter dem neuen Namen in Erscheinung.

## Geschichte

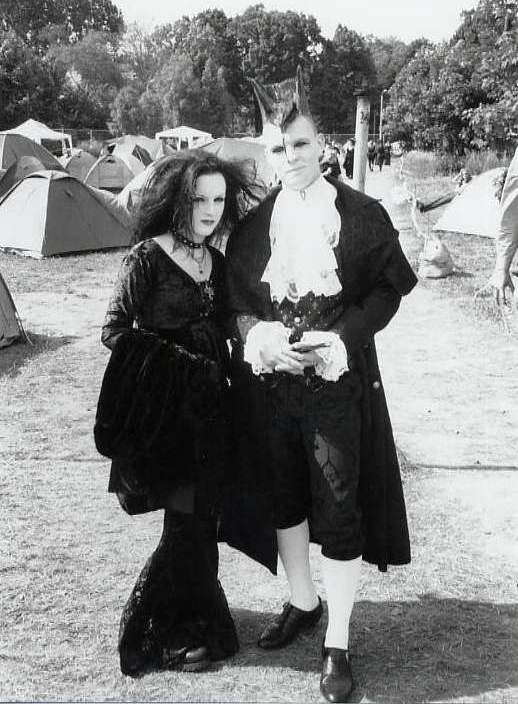
Auf dem Zeltplatz, WGT 2002

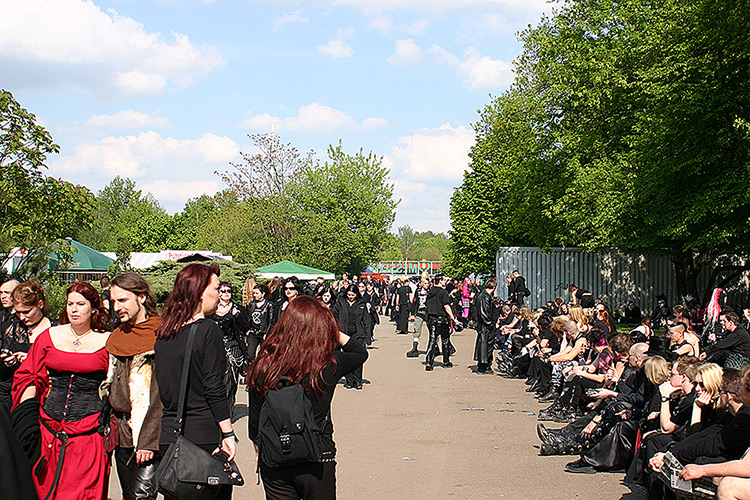
Die Flaniermeile, 2005

Als Vorgänger des Wave-Gotik-Treffens gilt eine Feier am Belvedere in Potsdam, zu der sich 1988 anlässlich der Walpurgisnacht um die 20 Leute trafen. Letztendlich stießen noch mehrere Anhänger der Schwarzen Szene hinzu, so dass ca. 150 Personen zugegen waren. Der ungestörte Ablauf der Zusammenkunft von Szeneangehörigen und mit der Szene sympathisierenden Menschen wurde jedoch von den Ordnungskräften des damaligen DDR-Regimes unterbunden, denen die Entstehung einer kritischen und schwer kontrollierbaren Subkultur ein Dorn im Auge war. Was noch zu DDR-Zeiten verboten war und bestraft wurde, konnte erst nach der Wende offiziell betrieben werden. Das erste Wave-Gotik-Treffen fand im Jahre 1992 im Eiskeller (heute „Conne Island“) in Leipzig statt. Zu diesem Anlass versammelten sich etwa 2000 Gleichgesinnte.
In den Folgejahren wuchs das WGT immer weiter, sowohl die Besucherzahl als auch die Anzahl auftretender Bands. Dies zog einen Bedarf an zusätzlichen Spielorten, Übernachtungsmöglichkeiten und Discoveranstaltungen nach sich. Zudem wurde das Festival um weitere Attraktionen wie Lesungen und Filmvorführungen ergänzt. Bildete die Bandauswahl der frühen WGTs noch ein kleines typisches Spektrum der sich zur schwarzen Szene in Deutschland zählenden Bands ab, so wurde die Bandauswahl vor allem ab Mitte der 1990er Jahre immer breiter gefächert. Ursache dafür war auch der Einfluss anderer Musikrichtungen auf die Schwarze Szene. Die Auftritte von immer mehr Metal-lastigen Bands wurden von einigen Besuchern als Beginn des Endes des „echten“ Wave-Gotik-Treffens gesehen, da neben den traditionellen Zielgruppen auch viele Metaller anreisten. Bei der Bewertung der Güte des Festivals unterschieden sich die Besucher nach den eher traditionell geprägten Szenepersonen, die das Eindringen neuer Musikstile als eine Verwässerung des WGTs ansahen, während die Anhänger dieser neuen Spielarten und offenere Geister die Neuerungen positiv betrachteten und als Beleg dafür ansahen, dass die Schwarze Szene auch musikalisch immer noch lebte und sich weiterentwickelte.
Im Jahr 2000 endete das sich stetig vergrößernde, aufwändig gestaltete Festival vorzeitig mit dem Bankrott des Veranstalters. Die genauen Ursachen sind unbekannt, von Missmanagement, massenhafter Kartenfälschung und brancheninternen Intrigen ist die Rede. Während des Festivals kam am Samstagabend das Gerücht auf, dass die Bezahlung der Bands und verpflichteter Organisationen (z. B. der Security) nicht mehr gesichert sei. Die Veranstalter verließen aufgrund von Drohungen Leipzig, die Security, aber auch der Sanitätsdienst auf dem Zeltplatz und dem Veranstaltungsgelände, verließen den Posten, der Auftritt von Gruppen wie Phillip Boa and the Voodooclub und And One wurden abgesagt. Securityaufgaben wurden kurzerhand von Besuchern selber organisiert und viele Bands beschlossen, auch ohne Gage zu spielen und traten in der Agra-Halle auf. Es gab keine Unruhen oder Ausschreitungen, sondern das Festival wurde trotzdem für die Beteiligten ein Ereignis der besonderen Art, glaubten doch die meisten, dass dieses das letzte WGT in Leipzig sein würde.
Seit 2001 findet das Wave-Gotik-Treffen unter neuer Federführung und in enger Zusammenarbeit mit der Stadt Leipzig statt. Seitdem gehört es auch offiziell zum Kulturprogramm der Stadt, wodurch es unter anderem in Touristenführern Erwähnung findet. Verschiedene Leipziger Museen, darunter das Stadtgeschichtliche Museum Leipzig, die Museen im Grassi, die Gedenkstätte Museum in der „Runden Ecke“ und das Naturkundemuseum Leipzig, haben in den vergangenen Jahren Ausstellungen und Veranstaltungen zum Wave-Gotik-Treffen angeboten.
Das für Pfingsten 2020 geplante 29. WGT wurde wegen der COVID-19-Pandemie in Deutschland und dem damit verbundenen Verbot von Großveranstaltungen bis zum 31. August 2020 auf Pfingsten 2021 verschoben. Laut Aussage des Veranstalters bemühe man sich, die bereits verpflichteten Künstler für das Folgejahr erneut zu engagieren. Doch auch 2021 fiel das Festival wegen der coronabedingten Beschränkungen aus. Seit 2022 findet das WGT wieder statt.

## Rahmen
In den vier Tagen des Festivals wird dem Besucher – neben mehr als hundert Konzerten – ein vielfältiges kulturelles Rahmenangebot offeriert. Dazu gehören spezielle Filmvorführungen, Club-Partys, Autorenlesungen unheimlicher und romantischer Literatur, Ausstellungen in Museen und Galerien, Live-Rollenspiel, Kirchenkonzerte, Mittelaltermärkte und Workshops zu verschiedenen Themen. Die Besucher übernachten in Hotels, Pensionen oder nutzen die Campingmöglichkeiten des wichtigsten Einzelstandortes des Treffens, des agra-Messegeländes, mit mehreren Wohnmobil- und Zeltplätzen.
Zusätzlich zu den Eintrittskarten werden für das Wave-Gotik-Treffen sogenannte Obsorgekarten verkauft. Die reine Eintrittskarte ermöglicht den Zutritt zu den Veranstaltungen und Fahrten mit öffentlichen Verkehrsmitteln der LVB während des Treffens. Besitzer einer Obsorgekarte können zusätzlich die Campingplätze nutzen und erhielten bis 2017 kostenlos das Programmbuch Pfingstbote, das ausführliche Informationen zu Künstlern und Veranstaltungsorten enthält und nun separat zu erwerben ist. Bis 2007 war diesem ein Sampler Silberling – Künstler zum XX. Wave-Gotik-Treffen beigelegt. Auf der CD fanden sich ausgewählte Lieder von Bands, die auf dem Festival auftraten.

## Veranstaltungsorte

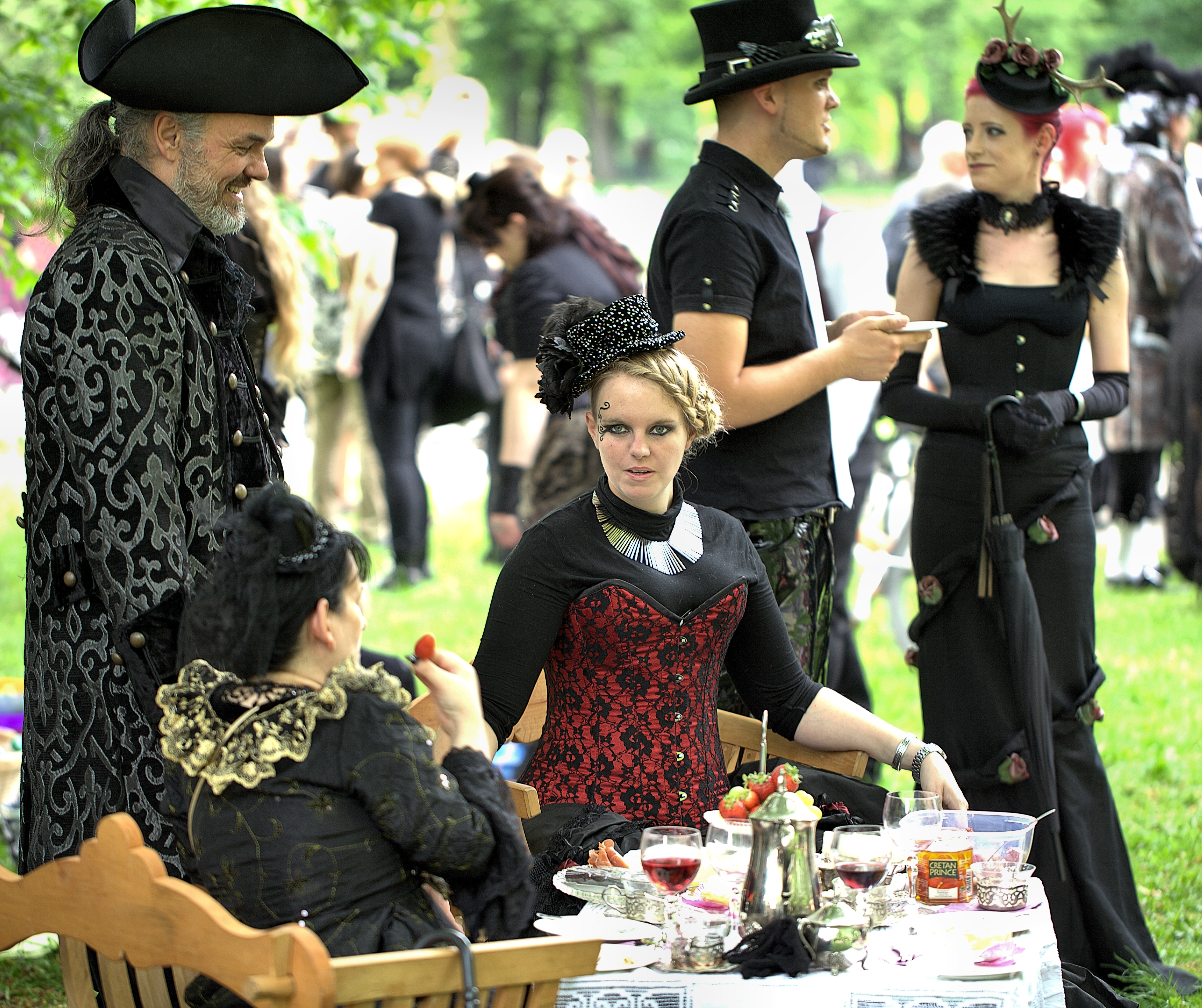
Teilnehmer des öffentlichkeitswirksamen Viktorianischen Picknicks im Rahmen des WGT 2013

Im Gegensatz zu anderen Festivals verteilen sich die Veranstaltungsorte des Wave-Gotik-Treffens über die ganze Stadt. Als Einlassberechtigung dient ein festivaltypisches Armband, das man beim Entwerten der Eintrittskarte erhält. Von diesem Armband gibt es zwei Versionen: eines mit und eines ohne Zeltplatzberechtigung. Ersteres ist nur auf dem agra-Messegelände erhältlich, während das zweitgenannte an mehreren Stellen in der Stadt ausgegeben wird.
agra-Messegelände
Auf dem agra-Messegelände, einem alten Messepark, befinden sich die Campingplätze und die agra-Hallen. Eine der großen Hallen wird für Konzerte genutzt. Dort finden aufgrund der Kapazität die Konzerte mit den höchsten Publikumszahlen statt. Die andere große Halle wird für die Szenemesse (eine Verkaufsmesse) genutzt. In den weiteren Hallen (hinter dem Bistro-Bereich) finden tagsüber Vorträge sowie jeden Abend eine Discoveranstaltung mit bekannten DJs statt.
Werk II (bis 2013)
Im Werk II, einem alternativen Kulturzentrum im Stadtteil Connewitz, fanden in Halle A Konzerte und in Halle D Discoveranstaltungen statt. Zudem bot das soziokulturelle Zentrum einen Biergarten.
Moritzbastei
Auf der Moritzbastei, einer alten Befestigungsanlage im Stadtzentrum, wird oberirdisch der Mittelaltermarkt Wonnemond veranstaltet. Die unterirdischen Tonnengewölbe werden für kleinere Konzerte und Tanzveranstaltungen genutzt.
Cinestar (bis 2014)
Im Kino im Petersbogen in der Innenstadt fanden Lesungen mit offiziellen Autogrammstunden statt. Des Weiteren wurden Filme von Szene-Bands und düstere Kinofilme gezeigt.
Clara-Zetkin-Park
Veranstaltungsort des viktorianischen Picknicks und des Steampunk-Picknicks
Torhaus Dölitz
Im Goethepark hinter dem Torhaus Dölitz, am Ende des Zeltplatzes neben dem agra-Messegelände gelegen, hat das Heidnische Dorf seine Zelte aufgeschlagen. Gegen Eintritt ist es auch Nicht-Festivalbesuchern zugänglich. An zahlreichen Marktständen bieten hier Händler Kunsthandwerkswaren, szenetypische Kleidung und Accessoires sowie kulinarische Spezialitäten feil. Auf zwei Open-Air-Bühnen treten Bands und mittelalterliche Künstler (Gaukler, Feuerschlucker etc.) auf.

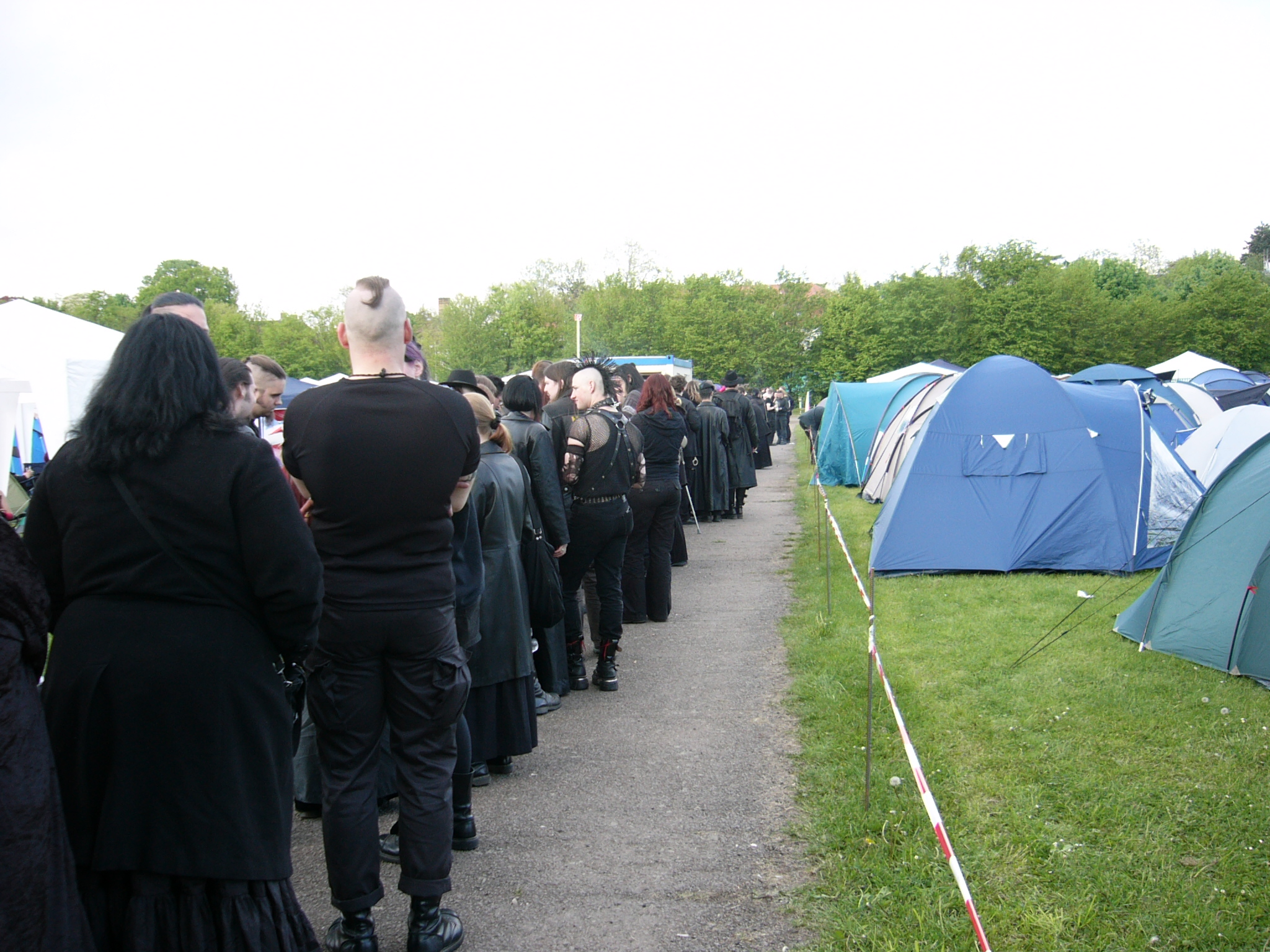
Zeltplatz auf dem agra-Gelände, WGT 2005
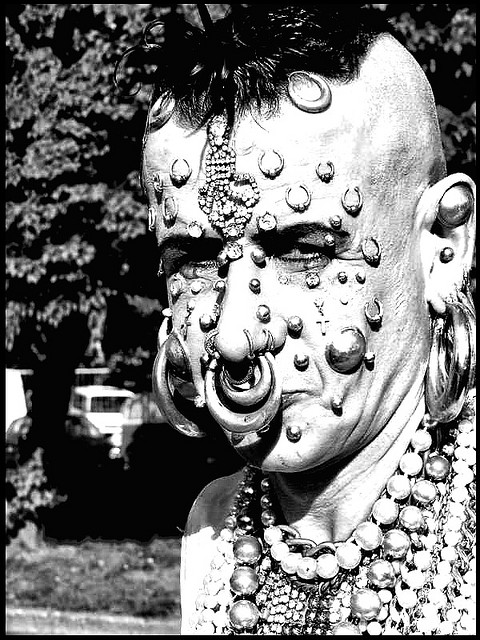
Piercing Extreme, WGT 2008
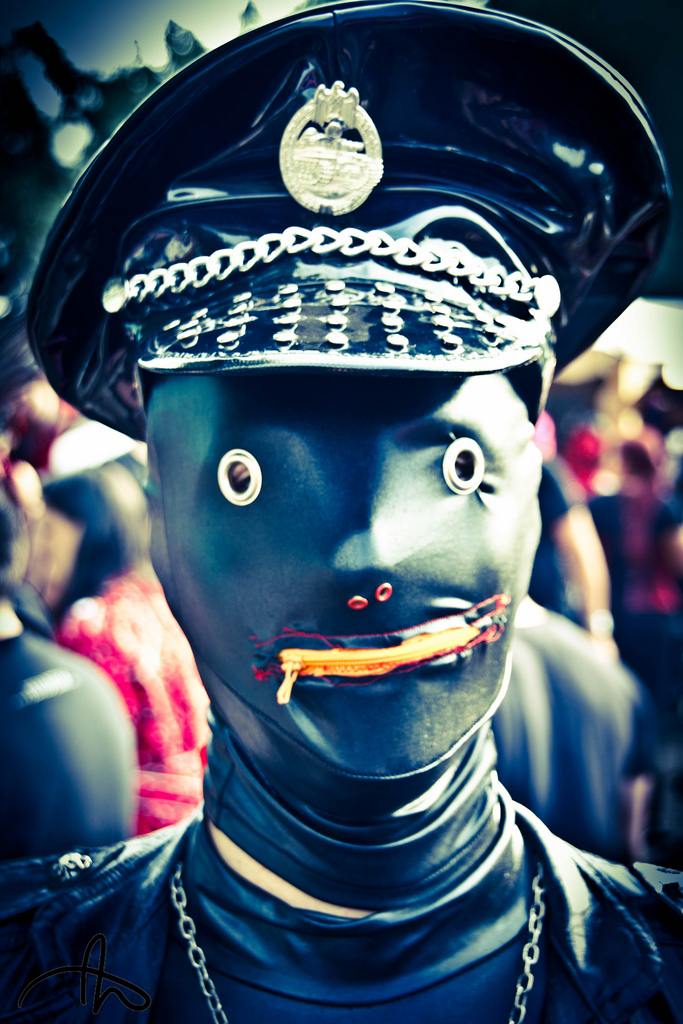
Besucher, WGT 2011
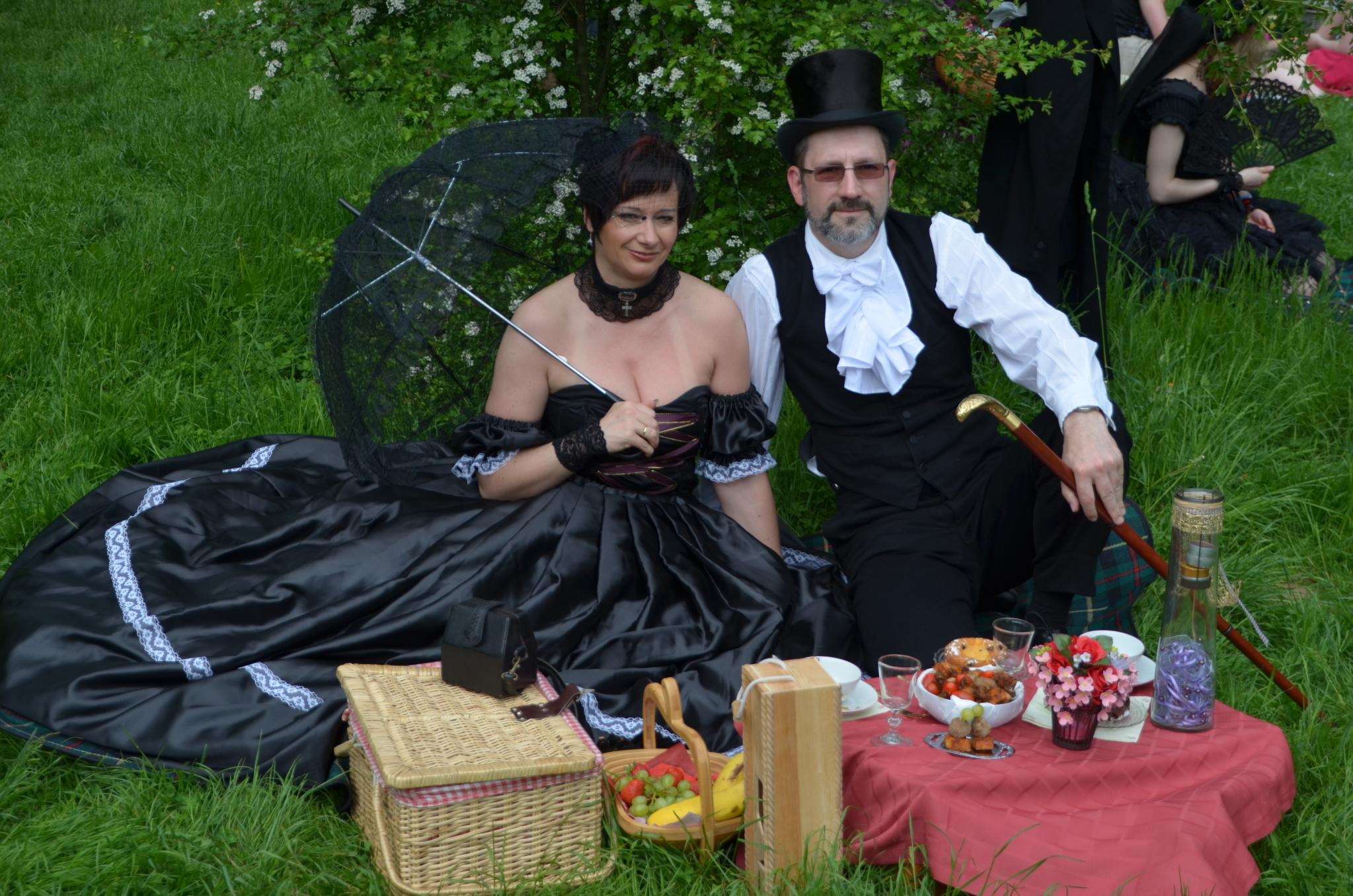
Teilnehmer beim Viktorianischen Picknick, WGT 2013
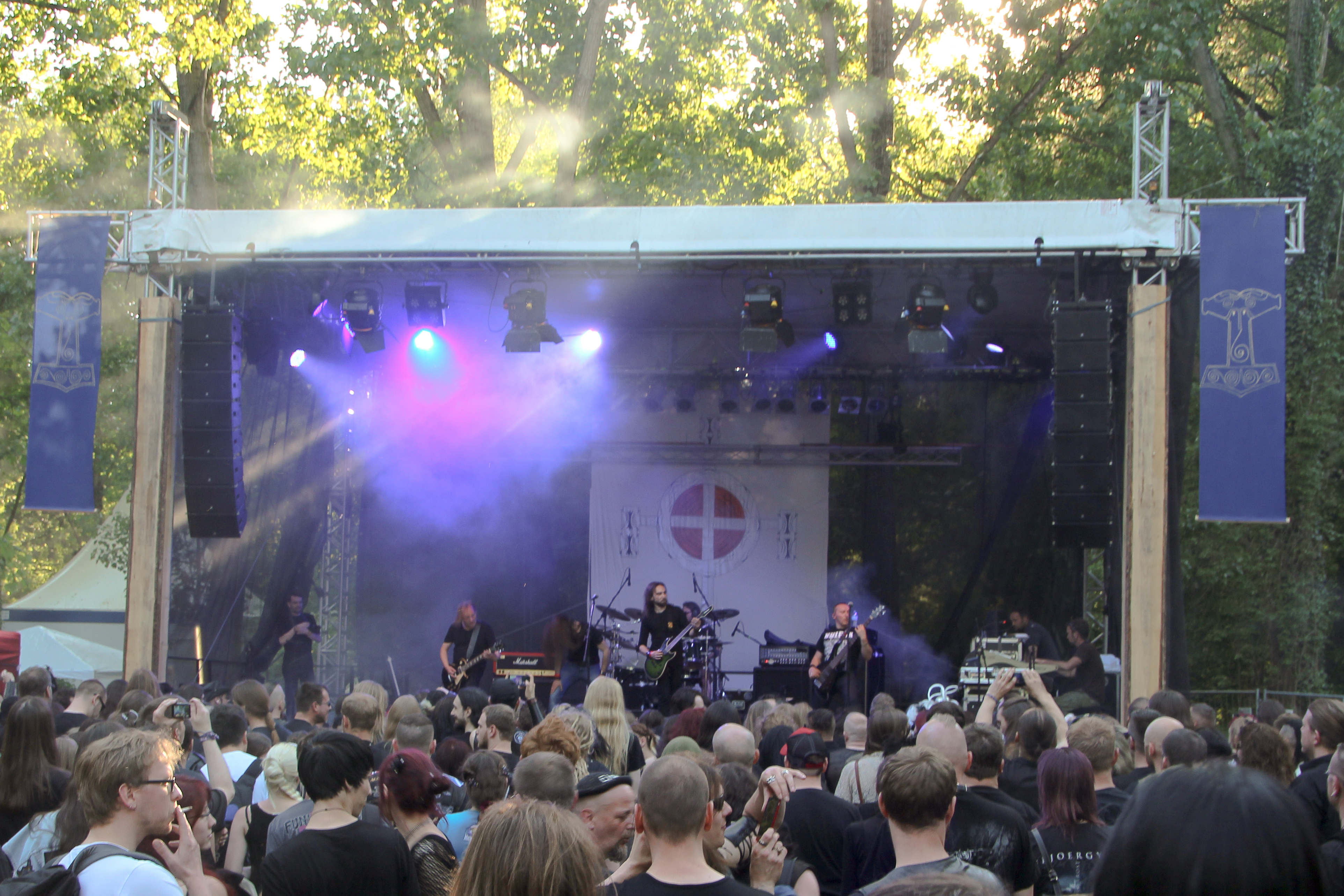
Fjoergyn im Heidnischen Dorf, WGT 2013
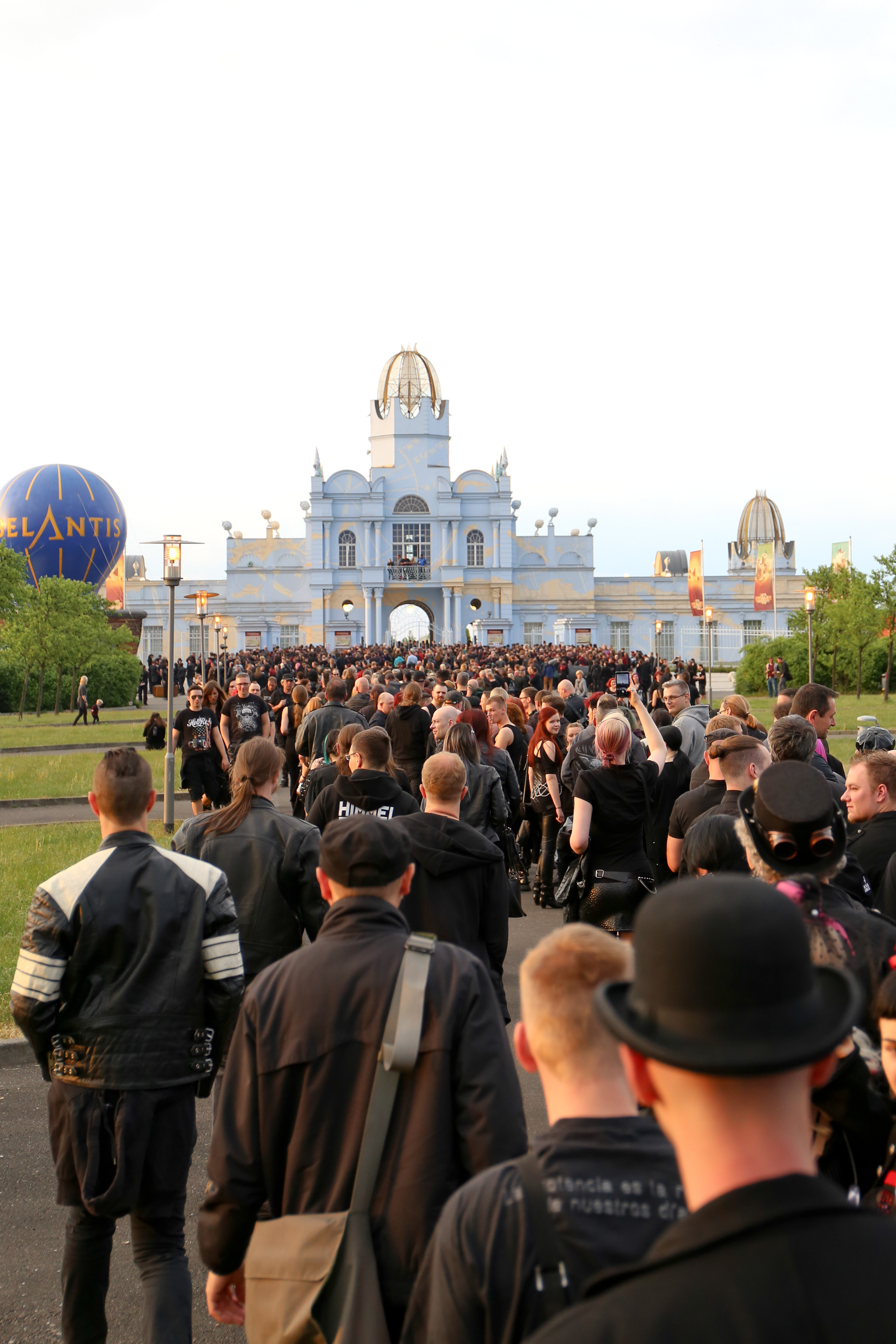
Auftakt des 25. WGT in Belantis, 2016
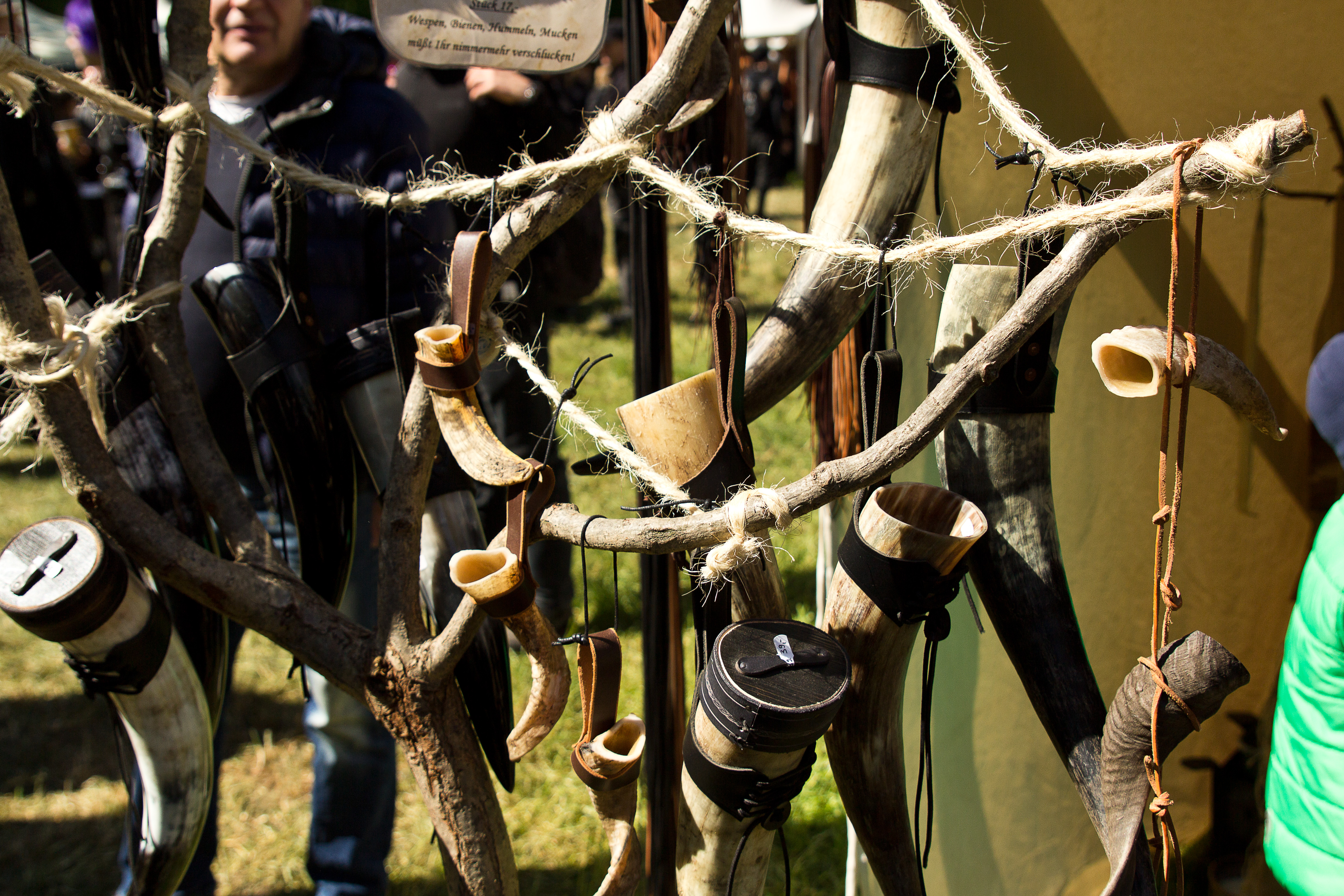
Im Heidnischen Dorf, WGT 2016
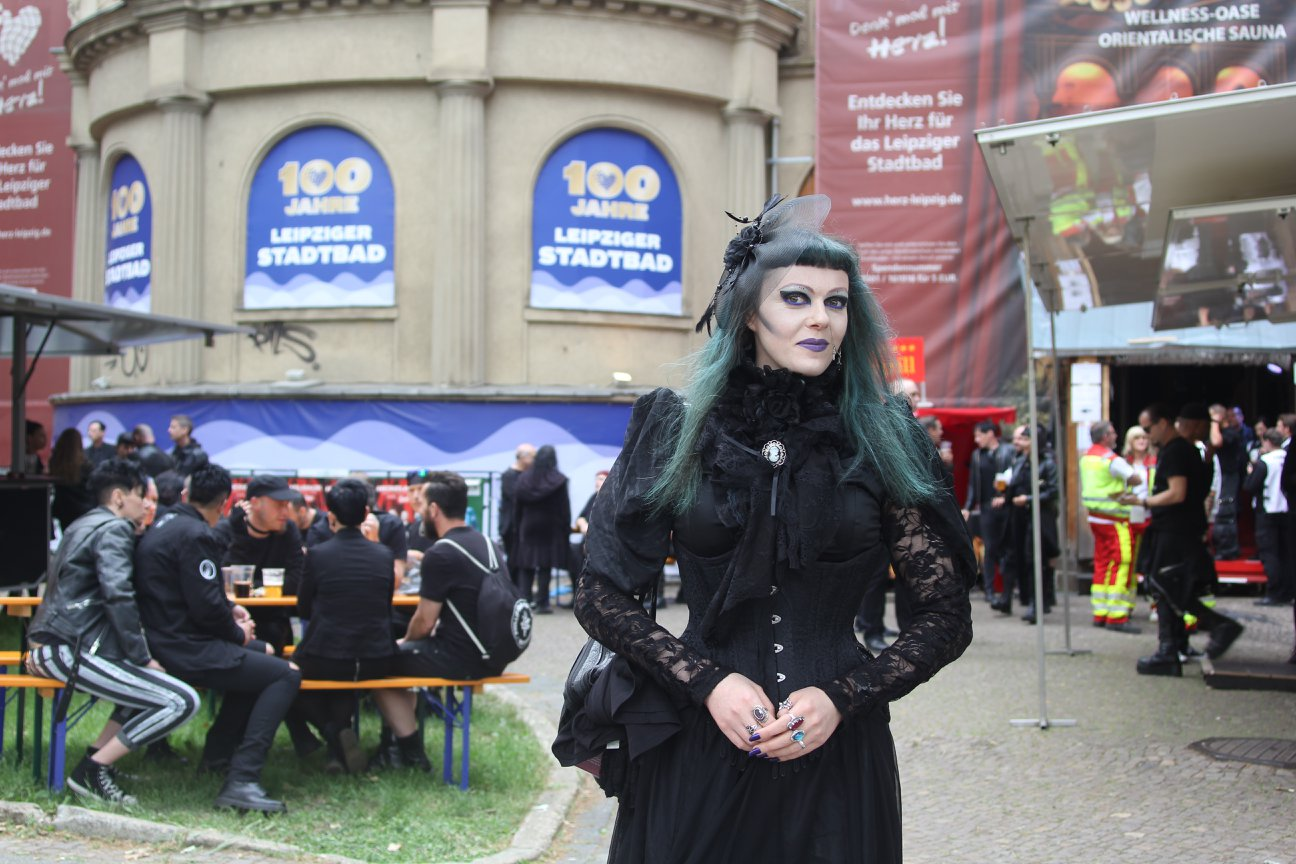
Besucherin vor dem Stadtbad, WGT 2018

Weitere Veranstaltungsorte:

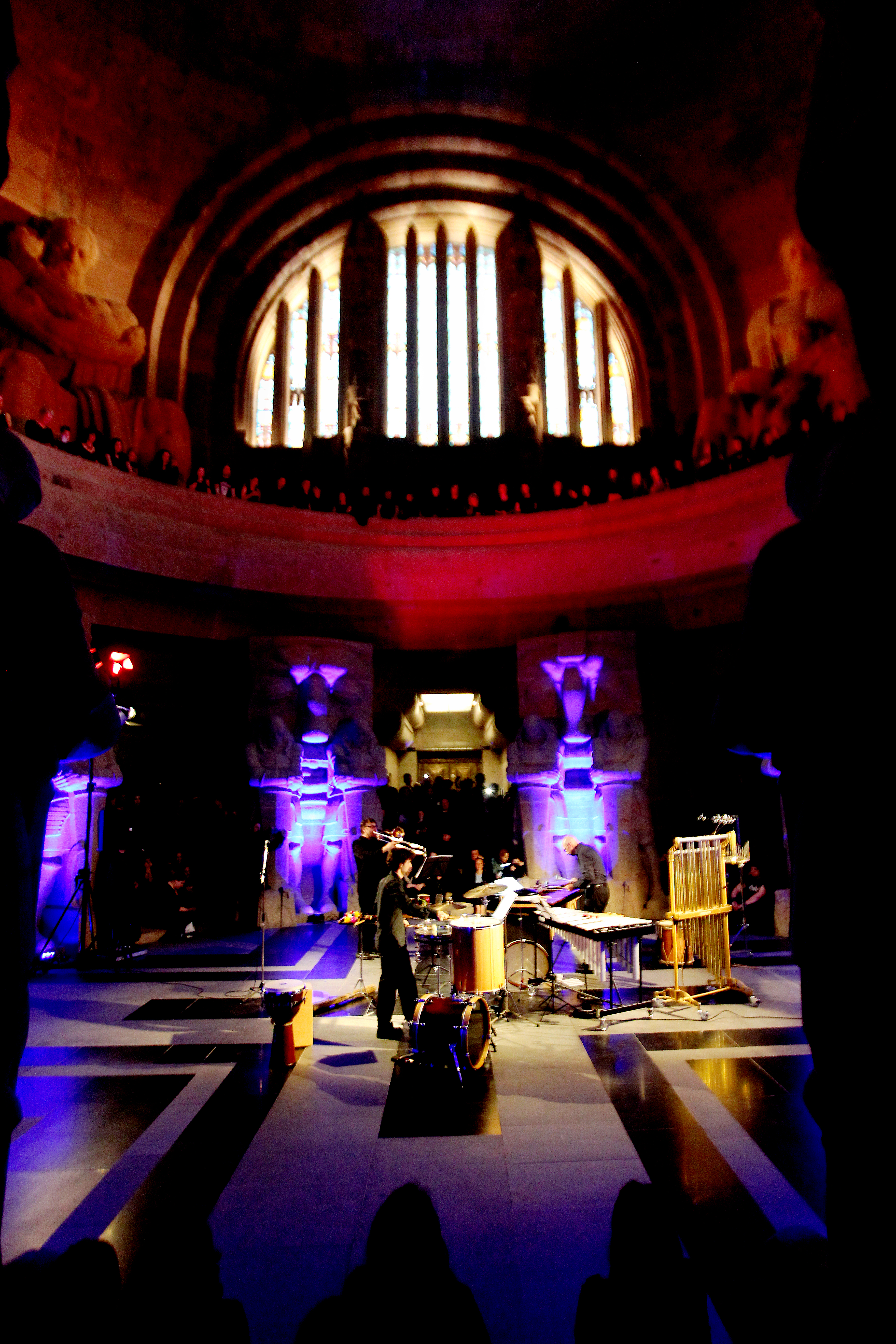
Völkerschlachtdenkmal, WGT 2018

| - Absintherie Sixtina (bis 2019) - Altes Landratsamt (2013–2017) - Alte Messe, Halle 15 (2011) - Anker - Auerbachs Keller (bis 2011) - Belantis (nur 2016) - Darkflower - Felsenkeller (2008 bis 2012; ab 2015) - GeyserHaus | - Gewandhaus zu Leipzig (seit 2007) - Gohliser Schlösschen (seit 2018) - Haus Auensee (bis 2005) - Haus Leipzig (bis 2004; ab 2016) - Heilandskirche (seit 2019) - Insel (bis 2015) - Kohlrabizirkus (2006–2017; außer 2011) - Krystallpalast Varieté - Musikalische Komödie | - Panometer (bis 2017) - Parkbühne (bis 2014) - Parkschloss - Peterskirche - Riverboat (bis 2015) - Schauspielhaus - Schillerhaus - Schillerpark - Soziokulturelles Zentrum „Die VILLA“ | - Stadtbad - Südfriedhof - Täubchenthal (seit 2014) - Theater-Fabrik (2014) - UT Connewitz - Volkspalast (Kantine und Kuppelhalle) - Völkerschlachtdenkmal - Westbad |

## Line-Up
Die beim Wave-Gotik-Treffen auftretenden Künstler umfassen das gesamte musikalische Spektrum der Schwarzen Szene.
Ihre Zahl stieg vom Beginn im Jahr 1992 von acht auf fast 350 im Jahr 2000. Heute sind es rund 200, die sich an vier Tagen auf den parallelen Bühnen über das ganze Stadtgebiet verteilen.
Line-Up des ersten Wave-Gotik-Treffens 1992:
 Age of Heaven – Das Ich – Ghosting – Goethes Erben – Love Like Blood – Sweet William – Templar – The Eternal Afflict

## Publikum

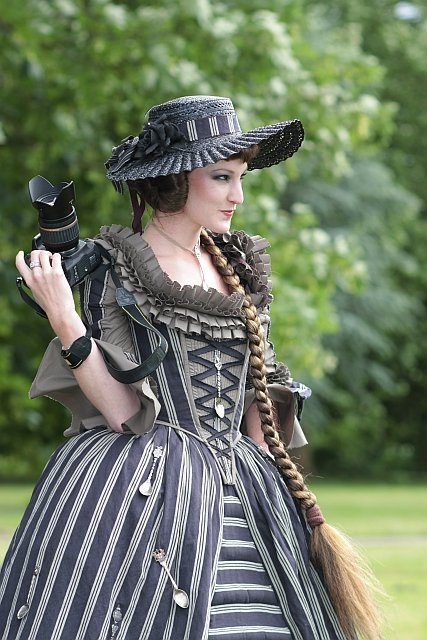
Besucherin beim Viktorianischen Picknick, WGT 2009

Das Publikum des Wave-Gotik-Treffens umfasst üblicherweise das komplette Spektrum der Schwarzen Szene von Goths über Elektro- und Neofolk-Anhänger bis hin zu BDSM- und Fetisch-Anhängern. Des Weiteren finden sich auch Punks, Metaller und Angehörige der Cyberkultur, der Mittelalterszene oder der Steampunk- und Visual-Kei-Szene.

## Sonstiges
Der Comic Frischer Wind in der vorsorgenden Rechtspflege (2012) von Katz & Goldt handelt von einer Gruppe von Notaren, die einen Werbestand auf dem Wave-Gotik-Treffen anbieten. Alljährlich tritt vor dem agra Messepark die Kultfigur Noctulus auf. Im Jahr 2009 durfte Noctulus zum 18. WGT am Sonntag (31. Mai 2009) in der agra-Halle um 15:30 Uhr als erster Act auftreten.